# Kathryn Irene Glascock
Kathryn Irene Glascock (ur. 1901, zm. 1923) – amerykańska poetka.
Kathryn Irene Glascock była córką Hugh Grundy’ego Glascocka i Etty (Elli) Bodine Woods. W 1922 ukończyła Mount Holyoke College. Niedługo potem zmarła na zapalenie płuc. Rodzice dziewczyny w 1923 ufundowali na jej pamiątkę nagrodę poetycką. Od 1924 konkurs ma charakter międzyuczelniany. Wśród jego uczestników byli James Agee, Frederick Buechner, Kenneth Koch, William Manchester, James Merrill, Sylvia Plath, Katha Pollit, Muriel Rukeyser i Gjertrud Schnackenberg, zaś pośród jurorów znaleźli się Robert Frost, Seamus Heaney, Audre Lorde, Robert Lowell, Howard Nemerov, Adrienne Rich, Richard Wilbur i William Carlos Williams.